# Merionoeda guerryi
Merionoeda guerryi là một loài bọ cánh cứng trong họ Cerambycidae.